# Megan Rossman
Megan Rossman est une documentariste étatsunienne. Elle documente le mouvement lesbien aux États-Unis.

## Biographie
Megan Rossman étudie au Hunter College à New York. Elle travaille ensuite comme journaliste multimédia au Washington Post et comme réalisatrice de vidéo à Teach For America. En 2011, elle a remporté un Emmy régional pour sa vidéo Unfinished Business : Earth Day, 40 Years Later. En 2016, elle réalise Love Letter Rescue Squad. Ce film retrace la création des Archives Lesbiennes aux États-Unis dans les années 70, à New York. Il remporte le prix du meilleur documentaire étudiant dans l'Emerging Filmmakers Showcase au Pavillon américain du Festival de Cannes en 2017.
Elle est professeure adjointe et présidente du département de la communication au Purchase College.
En 2018, elle réalise The Archivettes. Ce documentaire retrace quarante années d'existence des Lesbian Herstory Archives, organisation qui lutte contre l'invisibilité du mouvement lesbien. Le film est un hommage au féminisme de la deuxième vague et au lien intergénérationnel. C'est aussi un cri de ralliement urgent pour un activisme lesbien. Le film est projeté dans de nombreux festivals et récompensé par de nombreux prix.

## Documentaires
- Love Letter Rescue Squad, 7 min, 2016
- The Archivettes, 61 min, 2019